# Grębocice (przystanek kolejowy)
Grębocice – przystanek kolejowy w Grębocicach w Polsce, w województwie dolnośląskim, w powiecie polkowickim, w gminie Grębocice.

## Ruch pasażerski
| Rok  | Wymiana pasażerska na dobę |
| ---- | -------------------------- |
| 2017 | 20-49                      |
| 2022 | 100-149                    |